# 羽脉赤车
羽脉赤车（学名：Pellionia incisoserrata）为荨麻科赤车属下的一个种。

## 扩展阅读
- 維基物種上的相關：羽脉赤车